# Ferdinand Joseph von Lobkowicz
Ferdinand Joseph von Lobkowicz, VIII principe Lobkowicz, in italiano Ferdinando Giuseppe di Lobkowicz (Hollabrunn, 13 aprile 1797 – Vienna, 18 dicembre 1868), fu principe di Lobkowicz dal 1816 al 1868.

## Biografia
Nato a Hollabrunn, in Austria, nel 1797, Ferdinand Joseph era figlio del principe Joseph Franz Maximilian von Lobkowicz e di sua moglie, la principessa Maria Karolina von Schwarzenberg. Per parte di suo padre era diretto discendente dei principi di Savoia-Carignano ed era nipote della principessa di Lamballe, mentre sua madre apparteneva ad una delle famiglie più in viste della nobiltà boema dell'epoca, imparentata tra gli altri coi principi del Liechtenstein.
Noto industriale, dal 1835 aprì uno dei più grandi zuccherifici di tutta la Boemia, presso il villaggio di Bílina dove la sua famiglia aveva diversi possedimenti.
Mecenate e patrono delle arti, sostenne vivamente il geologo e paleontologo August Emanuel von Reuss.
Fu membro del parlamento di Boemia dal 1860 al 1863.
Morì a Vienna nel 1868.

## Matrimonio e figli
A Vienna, il 9 settembre 1826, Ferdinand Joseph sposò la principessa Maria del Liechtenstein (1808-1871), figlia del principe Moritz Joseph del Liechtenstein (a sua volta nipote del principe regnante Francesco Giuseppe I del Liechtenstein) e di sua moglie, Leopoldine Esterházy von Galántha. La coppia ebbe i seguenti figli:
- Maximilian Maria Osvald (1827-1849), tenente di cavalleria
- Moritz (1831-1903), IX principe di Lobkowicz, duca di Raudnitz, consigliere privato, sposò la principessa Maria Anna zu Oettingen-Oettingen und Oettingen-Wallerstein (1839-1912)
- Leopoldine Luise Gabriele Marie (1835-1892), sposò il conte Federico Bossi-Fedrigotti von Ochsenfeld (1834-1902)
- Maria Leopoldina Aloisia Symphorosa (1841-1870), sposò il principe Gebhard Lebrecht Blücher von Wahlstatt (1836-1916)

## Albero genealogico
|                                                                  |                             |                                                                             | Genitori                                                                 |  |  | Nonni |  |  | Bisnonni                                                |  |  | Trisnonni                                                 |  |
|                                                                  |                             |                                                                             |                                                                          |  |  |       |  |  | Philipp Hyazint von Lobkowicz, IV principe di Lobkowicz |  |  | Ferdinand August von Lobkowicz, III principe di Lobkowicz |  |
|                                                                  |                             |                                                                             |                                                                          |  |  |       |  |  | Philipp Hyazint von Lobkowicz, IV principe di Lobkowicz |  |  | Ferdinand August von Lobkowicz, III principe di Lobkowicz |  |
|                                                                  |                             | Claudia Francesca di Nassau-Hadamar                                         |                                                                          |  |  |       |  |  | Philipp Hyazint von Lobkowicz, IV principe di Lobkowicz |  |  |                                                           |  |
| Ferdinand Philipp von Lobkowicz, VI principe di Lobkowicz        |                             |                                                                             |                                                                          |  |  |       |  |  | Philipp Hyazint von Lobkowicz, IV principe di Lobkowicz |  |  |                                                           |  |
|                                                                  |                             | Anna Maria Wilhelmina von Althann                                           | Michael Ferdinand von Althann, conte di Althann                          |  |  |       |  |  |                                                         |  |  |                                                           |  |
|                                                                  |                             | Anna Maria Wilhelmina von Althann                                           | Michael Ferdinand von Althann, conte di Althann                          |  |  |       |  |  |                                                         |  |  |                                                           |  |
|                                                                  |                             | Anna Maria Wilhelmina von Althann                                           | Maria Eleonore Lazansky, contessa Lazansky von Bukowa                    |  |  |       |  |  |                                                         |  |  |                                                           |  |
| Joseph Franz Maximilian von Lobkowicz, VII principe di Lobkowicz |                             | Anna Maria Wilhelmina von Althann                                           |                                                                          |  |  |       |  |  |                                                         |  |  |                                                           |  |
|                                                                  |                             | Luigi Vittorio di Savoia-Carignano                                          | Vittorio Amedeo I di Savoia-Carignano                                    |  |  |       |  |  |                                                         |  |  |                                                           |  |
|                                                                  |                             | Luigi Vittorio di Savoia-Carignano                                          | Vittorio Amedeo I di Savoia-Carignano                                    |  |  |       |  |  |                                                         |  |  |                                                           |  |
|                                                                  |                             | Luigi Vittorio di Savoia-Carignano                                          | Maria Vittoria Francesca di Savoia                                       |  |  |       |  |  |                                                         |  |  |                                                           |  |
| Gabriella di Savoia-Carignano                                    |                             | Luigi Vittorio di Savoia-Carignano                                          |                                                                          |  |  |       |  |  |                                                         |  |  |                                                           |  |
|                                                                  |                             | Cristina Enrichetta d'Assia-Rheinfels-Rotenburg                             | Ernesto Leopoldo d'Assia-Rheinfels-Rotenburg                             |  |  |       |  |  |                                                         |  |  |                                                           |  |
|                                                                  |                             | Cristina Enrichetta d'Assia-Rheinfels-Rotenburg                             | Ernesto Leopoldo d'Assia-Rheinfels-Rotenburg                             |  |  |       |  |  |                                                         |  |  |                                                           |  |
|                                                                  |                             | Cristina Enrichetta d'Assia-Rheinfels-Rotenburg                             | Eleonora Maria Anna di Löwenstein-Wertheim-Rochefort                     |  |  |       |  |  |                                                         |  |  |                                                           |  |
| Ferdinand Joseph von Lobkowicz, VIII principe di Lobkowicz       |                             | Cristina Enrichetta d'Assia-Rheinfels-Rotenburg                             |                                                                          |  |  |       |  |  |                                                         |  |  |                                                           |  |
|                                                                  | Giuseppe I di Schwarzenberg | Adamo Francesco Carlo di Schwarzenberg                                      |                                                                          |  |  |       |  |  |                                                         |  |  |                                                           |  |
|                                                                  | Giuseppe I di Schwarzenberg | Adamo Francesco Carlo di Schwarzenberg                                      |                                                                          |  |  |       |  |  |                                                         |  |  |                                                           |  |
|                                                                  | Giuseppe I di Schwarzenberg | Eleonore von Lobkowicz                                                      |                                                                          |  |  |       |  |  |                                                         |  |  |                                                           |  |
| Giovanni I Nepomuceno di Schwarzenberg                           | Giuseppe I di Schwarzenberg |                                                                             |                                                                          |  |  |       |  |  |                                                         |  |  |                                                           |  |
|                                                                  |                             | Maria Teresa del Liechtenstein                                              | Giovanni Nepomuceno Carlo del Liechtenstein                              |  |  |       |  |  |                                                         |  |  |                                                           |  |
|                                                                  |                             | Maria Teresa del Liechtenstein                                              | Giovanni Nepomuceno Carlo del Liechtenstein                              |  |  |       |  |  |                                                         |  |  |                                                           |  |
|                                                                  |                             | Maria Teresa del Liechtenstein                                              | Maria Giuseppina di Harrach-Rohrau                                       |  |  |       |  |  |                                                         |  |  |                                                           |  |
| Maria Karolina von Schwarzenberg                                 |                             | Maria Teresa del Liechtenstein                                              |                                                                          |  |  |       |  |  |                                                         |  |  |                                                           |  |
|                                                                  |                             | Filippo Carlo di Oettingen-Wallerstein, XIII conte di Oettingen-Wallerstein | Antonio Carlo di Oettingen-Wallerstein, X conte di Oettingen-Wallerstein |  |  |       |  |  |                                                         |  |  |                                                           |  |
|                                                                  |                             | Filippo Carlo di Oettingen-Wallerstein, XIII conte di Oettingen-Wallerstein | Antonio Carlo di Oettingen-Wallerstein, X conte di Oettingen-Wallerstein |  |  |       |  |  |                                                         |  |  |                                                           |  |
|                                                                  |                             | Filippo Carlo di Oettingen-Wallerstein, XIII conte di Oettingen-Wallerstein | Maria Agnes Magdalena Fugger von Glott                                   |  |  |       |  |  |                                                         |  |  |                                                           |  |
| Maria Eleonora di Oettingen-Wallerstein                          |                             | Filippo Carlo di Oettingen-Wallerstein, XIII conte di Oettingen-Wallerstein |                                                                          |  |  |       |  |  |                                                         |  |  |                                                           |  |
|                                                                  |                             | Charlotte Juliana von Oettingen-Baldern                                     | Kraft Anton Wilhelm von Oettingen-Baldern, conte di Oettingen-Baldern    |  |  |       |  |  |                                                         |  |  |                                                           |  |
|                                                                  |                             | Charlotte Juliana von Oettingen-Baldern                                     | Kraft Anton Wilhelm von Oettingen-Baldern, conte di Oettingen-Baldern    |  |  |       |  |  |                                                         |  |  |                                                           |  |
|                                                                  |                             | Charlotte Juliana von Oettingen-Baldern                                     | Maria Eleonora von Schönborn-Buchheim                                    |  |  |       |  |  |                                                         |  |  |                                                           |  |
|                                                                  |                             | Charlotte Juliana von Oettingen-Baldern                                     |                                                                          |  |  |       |  |  |                                                         |  |  |                                                           |  |